# Angelhead / Porque te vas
Angelhead en Porque te vas zijn twee nummers van de Belgische zanger Gabriel Ríos uit 2007, uitgebracht als dubbele A-kant. Ze verschenen gezamenlijk als eerste single van zijn derde studioalbum Angelhead.
Beide nummers kennen een zomers geluid en werden een bescheiden hit in België. Ze bereiken, als gezamenlijke single, de 15e positie in de Vlaamse Ultratop 50. In Nederland werden de hitlijsten niet gehaald.

## Tracklijst
- Cd-single

1. "Angelhead" - 3:11
2. "Porque tu vas" - 3:20